# Comités pour la défense de la République
Pour les articles homonymes, voir CDR.
 (juin 2014).
Les comités pour la défense de la République ou comités de défense de la République (CDR) sont des organisations gaullistes composées de civils et de militaires, qui se sont constituées à partir du 23 mai 1968 dans toute la France pour favoriser le maintien au pouvoir de Charles de Gaulle lors de la crise de Mai 68.
Extrait d'un article du journal Le Monde daté 25 mai 1968 : 

« La création du Comité de défense de la République a été annoncée officiellement jeudi [soit le 23 mai 1968] par son secrétaire général, M. Godefrain, dans les termes suivants :
“Face à une entreprise caractérisée de subversion animée par une minorité dont le seul objectif est la prise du pouvoir par la force, un comité pour la défense de la République s'est constitué pour sauvegarder les institutions démocratiques et les libertés républicaines.”
“Conscient des aspirations légitimes des salariés comme des étudiants, le Comité pour la défense de la République approuve chaleureusement toutes les entreprises de réforme qui contribueraient à assurer une vie meilleure et une dignité accrue au monde du travail et à l'ensemble de la jeunesse.” »

Le même article signale que des comités avec des dénominations proches existaient en 1958, dix ans avant, mais étaient opposés à l'accession au pouvoir du général de Gaulle.
À la rentrée 1968, les militants des CDR issus de l'Institut d'études politiques de Paris s'investissent dans le Cercle Pareto.

## Liste des CDR
(classés par date de déclaration croissante)
| Nom | Préfecture de déclaration  | Date de déclaration | Siège social                       |       |
| --- | -------------------------- | ------------------- | ---------------------------------- | ----- |
| Comité de défense de la République-Cantal                                                                        | Préf. Cantal               | 30 mai 1968         | Aurillac                           | [ a ] |
| Comité pour la défense de la République                                                                          | Préf. de police Paris      | 4 juin 1968         | Paris 7e, 5 rue de Solférino       | [ b ] |
| Comité pour la défense de la République                                                                          | Préf. de police Paris      | 15 nov. 1968        | Paris 9e, 23 rue Ballu             | [ c ] |
| Comité de défense de la République du 2e secteur de Paris                                                        | Préf. de police Paris      | 4 juin 1968         | Paris 3e, 56 rue Vieille-du-Temple | [ d ] |
| Comité de défense de la République des quartiers Amérique, Pont-de-Flandre et la Villette du XIXe arrondissement | Préf. de police Paris      | 18 juin 1968        | Paris 19e, 15 rue des Fêtes        | [ e ] |
| Comité de défense de la République                                                                               | Préf. Lot                  | 18 juill. 1968      | Cahors                             | [ f ] |
| Comité pour la défense de la République                                                                          | Préf. Ille-et-Vilaine      | 9 août 1968         | Rennes                             | [ g ] |
| Comité local de défense de la République de Fos-sur-Mer                                                          | Sous-préf. Aix-en-Provence | 12 août 1968        | Fos-sur-Mer, mairie                | [ h ] |
| Comité pour la défense de la République, Calais, 7e circonscription                                              | Sous-préf. Calais          | 22 août 1968        | Calais                             | [ i ] |
| Comité de défense pour la République                                                                             | Préf. Charente             | 25 août 1968        | Angoulême                          | [ j ] |
| Comité d'action civique et de défense de la République de Rueil-Malmaison                                        | Préf. Hauts-de-Seine       | 1er oct. 1968       | Rueil-Malmaison, mairie            | [ k ] |
| Comité pour la défense de la République                                                                          | Préf. Pyrénées-Orientales  | 8 nov. 1968         | Perpignan                          | [ l ] |
| Comité pour la défense de la République de l'Essonne                                                             | Sous-préf. Palaiseau       | 25 nov. 1968        | Chilly-Mazarin                     | [ m ] |
| Comité de défense de la République de Vannes                                                                     | Préf. Morbihan             | 25 nov. 1968        | Vannes                             | [ n ] |
| Comité de défense de la République (groupement de Sedan)                                                         | Sous-préf. Sedan           | 25 nov. 1968        | Sedan                              | [ o ] |
| Comité pour la défense de la République Nord                                                                     | Préf. Nord                 | 2 déc. 1968         | Lille                              | [ p ] |
| Comité de défense de la République                                                                               | Préf. Dordogne             | 9 déc. 1968         | Périgueux                          | [ q ] |
| Comité pour la défense de la République, section du Puy-de-Dôme                                                  | Préf. Puy-de-Dôme          | 8 janv. 1969        | Clermont-Ferrand                   | [ r ] |
| Comité pour la défense de la République de Pontivy                                                               | Sous-préf. Pontivy         | 28 janv. 1969       | Pontivy                            | [ s ] |
| Comité pour la défense de la République de la Drôme                                                              | Préf. Drôme                | 16 avr. 1969        | Valence                            | [ t ] |
| Comité de défense de la République                                                                               | Préf. Lot                  | 24 avr. 1969        | Saint-Cernin, Lauzès               | [ u ] |
| Comité pour la défense de la République de l'Ardèche                                                             | Préf. Ardèche              | 30 mai 1969         | Privas                             | [ v ] |
| Comité pour la défense de la République                                                                          | Préf. Côtes-du-Nord        | 15 juill. 1969      | Saint-Brieuc                       | [ w ] |
| Comité pour la défense de la République de Créteil                                                               | Préf. Val-de-Marne         | 20 fév. 1970        | Créteil                            | [ x ] |
| Comité pour la défense de la République du Bergeracois                                                           | Sous-préf. Bergerac        | 31 mars 1970        | Lembras                            | [ y ] |
| Comité de défense de la République                                                                               | Préf. Val-de-Marne         | 16 sept. 1970       | Limeil-Brévannes                   | [ z ] |